# 23分間の奇跡
『23分間の奇跡』（にじゅうさんぷんかんのきせき、原題：The Children's Story... (but not just for children)）は、ジェームズ・クラベルの短編小説。1963年に書かれ、1981年に出版された。翻訳は青島幸男。

## 解説
戦争に敗れ、占領されたどこかの国のある学校の教室に、新任の若い女教師がやってくる。彼女は教室にいる子供たちに授業を施す。物語は午前9時に始まり、23分後に終わる。その23分間での出来事を描いている。初めは疑問と不審を抱いていた生徒たちが、わずか23分間で、暴力も脅迫もなく洗脳され、考えが大きく変わってしまう過程が描かれている。なお、この物語の舞台となる国の政治や教育がどのようなものなのか、海の向こうからやってきた占領者とどう対立していたのかという背景については一切書かれておらず、この新任の教師の名前も作中では一切明かされることはない。
著述の発端は、小学校に入学したばかりの6歳になるクラベルの娘ミカエラが学校で教えてもらった宣誓を丸暗記して父に披露し、10セントをせしめるという出来事にあった。娘が述べた「忠誠」という言葉の意味を本人が理解しているのか訝り、クラベルは本来の意味も理解・咀嚼せずただ覚えるという教育に疑念を持ち、本作品を執筆した。その後、その娘は本作のTVドラマ化で新任女性教師役として出演することになる。
副題にもあるように、本作品の翻訳者である青島は訳者あとがきの中で、「児童書の形態は取っているが、それは1つの擬態であり、実は大人たちのための問題提起の書である……（中略）……子どもたちの集団心理というものが、教職に当たるものの手によっていかに簡単に変わってしまうかというサンプルを提示し、教育問題を改めて考えさせるよう、問題を提起している」と述べている。
自由とは何か、教育とは何か、公平とは何か、読者1人1人に問題を提起する物語である。

## ストーリー
子供達の集まる教室に、それまでの教師の代わりに新任の若い女教師がやって来る。時刻はちょうど9時だった。最初は新しい教師に不信と反感を抱いていた子供たちも、歌やゲームを通じて次第に女教師と打ち解けていく。
「国旗への忠誠の誓い」を巡る一連のやり取りの中で、女教師は子供たちが誰ひとりとして「忠誠」という言葉の意味を理解していないことを指摘する。さらに女教師は、愛国心に国旗は不要であることを子供たちに教え、国旗をはさみで切り刻んで子供たちに配る。さらには旗竿だけとなった国旗を、子供たちに学校の窓から投げ捨てさせた。
自分の父親が連れ去られたことで新任の教師に反感を抱いていたジョニーが不満をぶちまけると、女教師は「ジョニーの父親は『間違った考え』を抱いていたために大人のための学校へ行っているのだ」と教え諭す。「間違った考え」を直すことは良いことだ、という女教師の意見に反論できず、ジョニーは釈然としないながらも引き下がる。
次に女教師は「キャンディーが欲しい」と神様の代わりに自分たちの指導者に祈るように、と子供たちに試させる。ジョニーはみんなが目を閉じている隙に女教師がキャンディーを配ったことに気付き、彼女を難詰するが、女教師は逆にジョニーの機智を褒め称え、キャンディーをくれるのは神ではない誰かであり、神に祈っても結局は無意味であることを子供たちに教える。
この頃には、子供たちの間に女教師と彼女の言うことを受け入れる雰囲気が広まっており、最後まで抗っていたジョニーも、女教師の言葉はどれも真実であると考え、彼女の言うことを聞いてよく勉強し、「間違った考え」を抱かないようになろうと決める。
自分の教えた思想を子供たちがほぼ受け入れたことに満足した女教師が時計を見ると、時刻は9時23分であった。

## テレビドラマ
1982年にアメリカでテレビドラマシリーズ『モービル・ショーケース』の一エピソードとしてドラマ化された。このドラマでは教室に送られてくる教師の役を、本作の後書きに登場するクラベルの娘ミカエラ・ロスが演じている。
1991年には、日本でフジテレビのテレビドラマ『世にも奇妙な物語 冬の特別編』（12月26日放送）の1エピソードとして映像化された。クーデターにより憲法が変更された日本という設定で、国旗は「平等・自由・平和」と書かれた額縁に変更されている。教師役は賀来千香子。BGMとして、『アメイジング・グレイス』（歌：白鳥英美子）が使われている。

## 日本語訳
1983年に集英社より刊行され、1988年に文庫化されている。
- 『23分間の奇跡』 青島幸男訳 1983年9月 集英社 ISBN 4-08-773052-2
- 『23分間の奇跡』 青島幸男訳 1988年7月 集英社文庫（付録として英語による原文収録） ISBN 4-08-749357-1